# KF Laçi
Klubi Futbollistik Laçi – albański klub piłkarski z miasta Laç, utworzony w 1965 roku. Obecnie występuje w Kategoria e Parë. Dzięki zajęciu 4. miejsca w lidze w sezonie 2009/10, klub po raz pierwszy w historii zakwalifikował się do europejskich pucharów. W I rundzie kwalifikacyjnej zespół z Albanii trafił na białoruski Dniapro Mohylew. U siebie padł remis 1:1, zaś mecz na wyjeździe zakończył się pogromem 1:7, co oznaczało koniec gry w Lidze Europy UEFA. Największym sukcesem klubu jest jednak zdobycie pucharu Albanii w sezonie 2012/13, co zaowocowało kolejnym startem w Lidze Europy UEFA. Ponownie zakończył się on jednak na pierwszej rundzie eliminacyjnej, tym razem po dwóch porażkach z luksemburskim Differdange 03.

## Osiągnięcia
- Puchar Albanii: 2012/13, 2014/15.
- Superpuchar: 2016
- Kategoria e Parë: 2008/09

## Obecny skład
Stan na 16 kwietnia 2017:
| Nr | Poz. | Piłkarz            |
| -- | ---- | ------------------ |
|    | BR   | Gentian Selmani    |
|    | BR   | Jurgen Mehidri     |
|    | BR   | Elton Vata         |
|    | OB   | Abracham Alechenwu |
|    | OB   | Ded Bushi          |
|    | OB   | Abdurraman Fangaj  |
|    | OB   | Eglentin Gjoni     |
|    | OB   | Bruno Lulaj        |
|    | OB   | Harallamb Qaqi     |
|    | OB   | Blažo Rajović      |
|    | OB   | Taulant Sefgjinaj  |
|    | OB   | Arbër Shala        |
|    | PO   | Alked Çelhaka      |
|    | PO   | Bekim Dema         |
|    | PO   | Emiliano Hysi      |

| Nr | Poz. | Piłkarz         |
| -- | ---- | --------------- |
|    | PO   | Fjoart Jonuzi   |
|    | PO   | Regi Lushkja    |
|    | PO   | Emmanuel Mensah |
|    | PO   | Drilon Musaj    |
|    | PO   | Ansi Nika       |
|    | PO   | Klevis Përkeqi  |
|    | PO   | Rudolf Popaj    |
|    | PO   | Erjon Vuçaj     |
|    | NA   | Kejvi Bardhi    |
|    | NA   | Serginho        |
|    | NA   | Elton Gjoni     |
|    | NA   | Alush Kanapari  |
|    | NA   | Endri Lala      |
|    | NA   | Thomas Nyameke  |

## Europejskie puchary
Legenda do wszystkich tabel:
- Q – runda eliminacyjna, 1/16, 1/8, 1/4, 1/2 – odpowiednia faza rozgrywek, Grupa – runda grupowa, 1r gr – pierwsza runda grupowa, 2r gr – druga runda grupowa, F – finał, R – runda, PO – play-off
- k. – rzuty karne, los. – losowanie, Dogr. – dogrywka, w. – zasada bramek strzelonych na wyjeździe

| Sezon   | Rozgrywki               | Runda | Klub                     | Dom             | Wyjazd          | Ogólnie         |
| ------- | ----------------------- | ----- | ------------------------ | --------------- | --------------- | --------------- |
| 2010/11 | Liga Europy             | 1Q    | Dniapro Mohylew          | 1–1             | 1–7             | 2–8             |
| 2013/14 | Liga Europy             | 1Q    | Differdange 03           | 0–1             | 1–2             | 1–3             |
| 2014/15 | Liga Europy             | 1Q    | Rudar Velenje            | 1–1             | 1–1             | 2–2, k: 3–2     |
| 2014/15 | Liga Europy             | 2Q    | Zoria Ługańsk            | 0–3             | 1–2             | 1–5             |
| 2015/16 | Liga Europy             | 1Q    | İnter Baku               | 1–1             | 0–0             | 1–1, w.         |
| 2018/19 | Liga Europy             | 1Q    | Anorthosis Famagusta     | 1–0             | 1–2             | 2–2, w.         |
| 2018/19 | Liga Europy             | 2Q    | Molde                    | 0–2             | 0–3             | 0–5             |
| 2019/20 | Liga Europy             | 1Q    | Hapoel Beer Szewa        | 1–1             | 0–1             | 1–2             |
| 2020/21 | Liga Europy             | 1Q    | Keşlə Baku               | 0–0 (W), k: 5–4 | 0–0 (W), k: 5–4 | 0–0 (W), k: 5–4 |
| 2020/21 | Liga Europy             | 2Q    | Hapoel Beer Szewa        | 1–2 (D)         | 1–2 (D)         | 1–2 (D)         |
| 2021/22 | Liga Konferencji Europy | 1Q    | Podgorica                | 3–0             | 0–1             | 3–1, Dogr.      |
| 2021/22 | Liga Konferencji Europy | 2Q    | CS Universitatea Craiova | 1–0             | 0–0             | 1–0             |
| 2021/22 | Liga Konferencji Europy | 3Q    | Anderlecht               | 0–3             | 1–2             | 1–5             |
| 2022/23 | Liga Konferencji Europy | 1Q    | Iskra                    | 0–0             | 1–0             | 1–0             |
| 2022/23 | Liga Konferencji Europy | 2Q    | Petrocub Hîncești        | 1–4             | 0–0             | 1–4             |